# Nachtgestalten (1929)
Nachtgestalten (Untertitel: Nur ein Gassenmädel) ist ein deutsch-englischer Stummfilm von 1929 unter der Regie von Hans Steinhoff. Die Hauptrollen wurden besetzt mit Mabel Poulton, Jack Trevor und Clifford McLaglen.
Der Film basiert auf einer Drehbuchvorlage von Joan Wentworth Wood nach Anthony Carlyles Roman The Alley Cat von 1923, an der Hans Steinhoff, wenn auch nicht ausdrücklich genannt, mitarbeitete. Anthony Carlyle war ein Pseudonym von Gladys Alexandra Milton.

## Handlung
Während der Millionär Corrin in seinem Londoner Büro ermordet wird, wird, nicht weit davon entfernt, die Sängerin Melora Miller in einer West-End-Revue vom Publikum mit Beifallsstürmen überhäuft. Noch elektrisiert von ihrem Erfolg, fordert Melora ihren Partner nach der Vorstellung auf, sie in eine der berühmt-berüchtigten East-End-Kaschemmen auszuführen. Doch entgegen Meloras Vorstellungen wird der Aufenthalt dort zu einem entsetzlichen Desaster. Ihr Partner wird gefesselt und ausgeraubt, und sie selbst von dem gerade aus dem Gefängnis entlassenen Schwerverbrecher Simon Beck in seine Gewalt gebracht. Als er die junge Frau vergewaltigen will, entkommt sie dieser Hölle nur, weil Polly, ein Cockney-Girl, beherzt eingreift. Melora, die noch unter Schock steht, fühlt sich tief in Pollys Schuld und gibt der jungen Frau erst einmal ihre Visitenkarte. Die herzensgute Polly vollbringt an diesem Abend ein weiteres gutes Werk, indem sie einem schwerverletzten Mann mit Hund hilft, und ihn mit zu sich nach Hause nimmt. Wie sich später herausstellt, handelt es sich um den Schlagerkomponisten Jimmy Rice.
Als Polly Melora im Revue-Theater besucht, stellt man fest, dass sie ein komisches Talent hat, sodass sie zu einer Vorsprechprobe gebeten wird. Der dankbare Jimmy hat extra für Polly einen Schlager geschrieben, den sie im Theater vorsingen soll. Melora erkennt in dem Lied die Handschrift Jimmys, der Komponist ihrer ersten Erfolgsnummern war, und den sie völlig aus den Augen verloren hatte. So sucht sie Polly in der Hoffnung auf, Jimmy dort anzutreffen, um ihm vorzuschlagen, wieder für sie zu arbeiten. Polly, die Zeugin eines Gesprächs beider wird, erkennt, dass sie nicht in Jimmys Welt passt. Obwohl sie ihn liebt, entschließt sie sich, dieser Liebe zu entsagen. Als jedoch Jimmy in den Verdacht gerät, den Millionär Corrin ermordet zu haben, da er ihm übel mitgespielt hatte, um sich an dem Mann zu rächen, ändert sich alles. Der gewalttätige Verbrecher Beck will sich die für die Ergreifung des Täters ausgesetzte hohe Belohnung sichern und ist entschlossen, Jimmy als Täter an die Polizei auszuliefern. Dazu kommt es jedoch nicht, da er selbst als wahrer Täter mittels einer bei ihm gefundenen Zigarette überführt werden kann. Als man ihn festnehmen will, kommt es zwischen ihm und den Polizisten zu einer atemberaubenden Schießerei, die er nicht überlebt.

## Produktionsnotizen und Hintergrund
Es handelt sich um eine Produktion der Orplid-Film GmbH, Berlin/British and Foreign Films, Ltd., London. Der Verleih für Deutschland erfolgte durch die Messtro-Film-Verleih GmbH (Orplid Messtro), Berlin, der Vertrieb durch die Orplid-Film GmbH, Berlin, für Großbritannien durch die British & Foreign Ltd. Die Filmaufnahmen entstanden im Atelier Grunewald, die Außenaufnahmen wurden in London (Ende September bis Mitte Oktober 1928 in den Docklands, Petticoat Lane und Chinatown von Limehouse), Berlin und Dover gedreht. Zum Drehort Dover merkte Horst Claus vom Bundesarchiv an, dass, falls wirklich in Dover gedreht worden sei, die Filmhandlung keine Passagen verlange und enthalte, die dort spielen würden, und wohl gegebenenfalls weggeschnitten worden seien. In Berlin wurde ab Mitte Oktober 1928 gedreht. Die Revueaufnahmen entstanden Anfang November im Theater im Admiralspalast während der Vorstellung der Haller-Revue Schön und schick. Claus merkte an: „In der Haller-Revue Schön und Schick traten neben den ‚oft kopierten – nie erreichten‘ Tiller Girls Margarete Schlegel, Dela Lipinskaja, Edith Schollwer, Hans Brausewetter, Hubert von Meyerinck, Kurt Lilien auf, die allerdings auf den in der Totale aufgezeichneten Revue-Szenen am Schneidetisch nicht zu identifizieren sind.“ Die Drehzeit erstreckte sich über die Monate Ende September bis Anfang November 1928. Für die Bauten im Film war Franz Schroedter verantwortlich. Die Titelgrafik stammt von Karl Jaschob, die Aufnahmeleitung hatte Conrad Flockner inne, die Produktionsleitung Georg M. Jacoby. Walter Ulfig komponierte seinerzeit für die Kinoaufführung den Titel Rassig wie Du. Ulfigs Musikaufstellung basierte auf einer Vorführfrequenz des Films von 30 Bildern. Die Orplid-Messtro gab ein Sonderprogrammheft zur Premiere heraus.
Der Film wies eine Länge von 7 Akten = 2.653 Meter auf. Unter der Nr. B21284 wurde der Film der Zensur vorgelegt, wovon nach einem ausgesprochenen Jugendverbot 2.456,60 m freigegeben wurden. Unter der Nummer B.21552 fand am 31. Januar 1929, wiederum ausgehend von 2.653 Metern, erneut eine Zensurprüfung statt, wobei ein Jugendverbot für den Vorspannfilm ausgesprochen wurde sowie unter den Nummern B.21356 und B.31593 am 8. Januar 1929 für den 1 Akt 65 m unter das Jugendverbot fielen und am 2. Februar 1929 weitere 72 m aus dem 1 Akt mit einem Jugendverbot belegt wurden. Eine Szene, die der Entscheidung der Filmprüfstelle zum Opfer fiel und nicht mehr gezeigt werden durfte, war beispielsweise die Sequenz als ein Männerarm durch eine offenstehende Tür nach einer Dame greift, die neben einem Chinesen steht, und sie durch die Tür in einen anderen Raum zieht, dessen Tür sich schließt. Der Mann wirft sodann seinen Überzieher ab, greift nach der Dame, die daraufhin schreit, woran er sie zu hindern sucht. Der an der Tür horchende Chinese entfernt sich. Der Mann im Zimmer hebt die Frau auf seine Arme und versucht, sie auf einen Diwan zu legen. Die Frau erhebt sich wieder, wird aber von dem Mann verfolgt und wiederum auf den Diwan geworfen, dabei hält er ihr den Mund mit der Hand zu, was eine Großaufnahme demonstriert. Weiter fiel die Großaufnahme eines Mädchens in der Tracht einer Krankenschwester, deren Blick sich gen Himmel richtet, der Schere zum Opfer (B.21552). Die nunmehr vorliegende, restaurierte Kopie des Films entstand 2001/2002 im Rahmen eines vom britischen Arts and Humanities unterstützten Forschungsprojekts über die Filme von Hans Steinhoff. Die entstandene Kopie basiert auf einer englischen und einer deutschen Fassung des British Film Institute, London, und des Filmarchiv des Bundesarchivs, Berlin (mit englischen resp. deutschen Zwischentiteln). Die Restaurierungsarbeiten wurden dort durchgeführt. Bei der Konstruktion des Films wurden zwei kurze Einstellungen aus der englischen Fassung übernommen, die in der deutschen Fassung von der Zensur gestrichen worden waren.
Zur Zeit, als der Film entstand, war Mabel Poulton Englands populärste Filmschauspielerin. Ihre Karriere endete nur wenig später mit Aufkommen den Tonfilms, da Poulton einen starken Cockney-Akzent hatte.
Die Arbeitstitel des Films lauteten Das Laufmädel bzw. Nur ein Gassenmädel, alternative Titel waren Ein Mädel von Rasse bzw. Menschen der Finsternis. Premiere hatte der Film am 1. Februar 1929 im Atrium im Beba-Palast in Berlin. Im Vereinigten Königreich lief er am 22. März 1929 anlässlich der Trade Show im Hippodrome in London unter dem Titel The Alley Cat an, alternativer Titel war The Nights of London. In Wien hatte der Film am 16. Mai 1930 Premiere, eine Interessenten-Vorführung fand zuvor am 31. Januar 1929 im Haydn Kino statt. In Portugal wurde der Film erstmals am 2. Januar 1930 unter dem Titel Noites de Londres gezeigt, in Estland am 14. April 1930 unter dem Titel Londoni ööde saladused.

## Kritik
Bei seiner Uraufführung in Berlin wurde der Film vom Publikum mit Begeisterung aufgenommen. Hans Wollenberg führte dazu in der Lichtbild-Bühne vom 2. Februar 1929 aus, dass es im Atrium am Schluss des Films „Beifallsstürme, die gar kein Ende nehmen wollten“, gegeben habe, und der Film „einer der stärksten Schlager der Saison“ sei. Auch Der Kinematograph vom 4. Februar 1929 sprach von einem „starken Erfolg“, der sich in „großem (und echtem) Beifall“ geäußert habe, und davon, dass der Film „außerordentlich geschickt und lebendig“ gemacht worden sei. Teilweise habe es sogar Szenenapplaus gegeben. Die positiven Publikumsreaktionen wurden auch von Rezensenten erwähnt, die den Film eher negativ beurteilten. Eine lobende Beurteilung zog sich praktisch durch die gesamte deutsche Fachpresse.
In der Deutschen Filmzeitung vom 23. August 1929 war davon die Rede, dass „beim Beschauer niemals auch nur ein Schatten von Langeweile aufzukeimen vermöge“ und Nachtgestalten beweise, dass „ein Reißer durchaus nicht ein minderwertiger Film sein [müsse], sondern ein künstlerisch hoch zu wertender“. Im Reichsfilmblatt vom 9. Februar 1929 befand man, dass Steinhoffs Regiearbeit „vor allem Stil“ habe, „den er bei der Schilderung der verschiedenen Milieus streng einzuhalten“ verstehe. „Dadurch stell[e] er das Leben der Nacht- und Taggestalten, Verbrechertum und gute Gesellschaft nicht in krassen Gegensatz, wie das sonst meist gemacht [werde], sondern stell[e] zwischen diesen Menschenklassen gewisse Beziehungen her, zeig[e], daß auf der einen Seite nicht alles edel und gut, auf der anderen nicht alles schlecht und verworfen [sei]. […] Alles, was Steinhoff [gebe], sei von größtem Geschmack, belebt und von Humor durchsetzt.“
Der Film vom 2. Februar 1929 nannte Steinhoff zwar einen unserer „befähigsten Regisseure“ und sprach davon, dass seine „Liebe zur Qualitätsarbeit hinreichend bekannt“ sei, monierte aber, dass er die Story dieses Films „sehr unbeholfen, langatmig und schleppend und ermüdend“ erzähle. Es wurde der Vorwurf erhoben, dass Steinhoffs Tendenz, Details auszugestalten, mit denen er so manchem Film zum Erfolg verholfen habe, ihm hier zum Verhängnis würde, da diese den Kern der Handlung überfrachten würden. Hans Feld gewann laut Film-Kurier vom 2. Februar 1929 den Eindruck, dass dieser Film „anscheinend unlustig inszeniert“ worden sei. Feld war außerdem der Ansicht, dass sich der Film zu sehr am englischen Geschmack orientiere. Dieser Ansicht widersprach die britische Fachpresse allerdings. Dort befand man, dass Alley Cat in Bezug auf Detailarbeit, Qualität und Endfertigung erheblich besser als die meisten englischen Filme sei, jedoch eine britische Atmosphäre nicht eingefangen worden sei, wovon man nur die im East End gedrehten Chinatown-Sequenzen ausnahm. Obwohl der Film technisch hervorragend gemacht sei, wirke die Führung der Schauspieler künstlich, hieß es im Kinematographen Weekly vom 28. März 1929.
Sowohl die deutsche als auch die englische Presse waren sich einig, dass Clifford McLaglen als Verbrecher und Mörder Simon Beck die herausragende Figur des Films sei. Die Spätausgabe des Vorwärts Nr. 56 vom 2. Februar 1929 bescheinigte McLaglen, ein „begabter Charakterspieler“ zu sein, der „virtuos zu sterben“ verstehe. Bei der Leistung von Mabel Poulton war man sich uneinig. Ihre Verkörperung der Polly wurde auf der einen Seite als übertrieben, aufgesetzt und gekünstelt empfunden. So schrieb Der Film vom 2. Februar 1929 ihre „urwüchsig sein sollende Frechheit [sei] gemacht, ihr dauerndes geringschätziges Mundverziehen und Augenzwinkern … unnatürlich, ihre Forschheit … gewollt“. Hans Feld verwies im Film-Kurier vom 2. Februar 1929 auf Marie Ault und ihre Darstellung der Zimmervermieterin Ma, woran Poulton sich hätte orientieren sollen, da sie sich „an jener Grenze beweg[e], da Schauspiel beginn[e], Leben zu werden“. In der Lichtbild-Bühne vom 2. Februar 1929 hingegen wurde Poulton eine „ganz starke Begabung“ bescheinigt und im Reichsfilmblatt vom 9. Februar 1929 zeigte man sich sehr angetan von der „Lebendigkeit ihrer Mimik“ und der „ungemeinen Beweglichkeit ihres Körpers“, womit ihr Können aber nicht erschöpft sei, da sie auch in ihrem Spiel „nuancenreich“ agiere. Man warf die Frage auf: „Wann hat man ein kleines Mädel so bewegt lachen sehen?“ In der Spätausgabe des Vorwärts Nr. 56 vom 2. Februar 1929 war man der Meinung, dass Mabel Poulton „glänzend in ihrer Impulsivität, mit ihren temperamentvollen, blitzschnellen Bewegungen“ sei, schränkte jedoch ein, dass es bei ihr „sehr viel artistische Mache, ein Brillantfeuerwerk, und weniger eine Gestaltung von innen heraus“ sei.
Auch Jack Trevors Leistung, der als Poultons Partner agierte, wurde unterschiedlich bewertet. So hieß es im Film-Kurier vom 2. Februar 1929, dass er als heruntergekommener Komponist, der bessere Zeiten gesehen habe, „unbeabsichtigt komisch“ und „noch im Elend geschniegelt, im Affekt puppenhaft starr“ sei. Im Reichsfilmblatt vom 9. Februar 1929 wurde Trevor bescheinigt, dass er „einer der wenigen wirklichen Gentlemandarsteller“ sei, über die der „an solchen Figuren nicht reiche Film“ verfüge. In der Spätausgabe des Vorwärts Nr. 56 war man der Meinung, dass Jack Trevor „Verkommenheit nicht glaubhaft machen“ könne, er sei der „immer kühl korrekte und gut gekleidete Gentleman“.
hc befand für das Bundesarchiv, dass es sich „zweifellos um Steinhoffs besten Stummfilm“ handele und führte weiter aus: „Hätte Steinhoff im Verlauf der Drehbuch-Entwicklung im Spätsommer 1928 seine Ideen durchsetzen können, wäre Nachtgestalten möglicherweise der erste abendfüllende europäische Tonfilm geworden.“ Nachdem das Bundesarchiv die rekonstruierte Fassung 2002 auf dem Pordenone Stummfilm-Festival vorgestellt hatte, äußerte Elliot Stein, dass der Film für ihn „die Entdeckung des Festivals“ sei. Für die Village Voice vom 12. September 2002 war der Film „ein Überraschungsknüller, ein spannender, im Londoner Theatermilieu angesiedelter, optisch hinreißender Thriller mit attraktiven Deco-Zwischentiteln“.
Werner Bonwitt (bon.) von der B.Z. am Mittag war der Ansicht, dass Hans Steinhoffs „(Regie)begabung auf einem anderen Gebiet liege“ und verwies auf dessen Film Angst. Offenbar habe sich Steinhoff „durch den Kontrast von Verbrecher- und Lebewelt, von Kellerlampe und Bühnenlicht viel versprochen, ohne beides exakt zu umreißen“. Hier gehe es jedoch „reichlich konfus zu, vieles ließe sich jedoch retten, wenn der böse verschnittene Film neu bearbeitet“ werden würde. Unter den Darstellern „rage Cliff McLaglen in jeder Beziehung hervor“. Auch Bonwitt war der Meinung, dass Mabel Poulton „nicht unbegabt“ sei, jedoch „ihrem Temperament Zügel anlegen“ müsse.
Leo Hirsch vom Berliner Tageblatt (Nr. 58 vom 3. Februar 1929) sprach von „nächtlichen Gestalten, die einem englischen Kriminalroman entschlüpft“ seien und nun mit einer „gespenstischen Routine durch Londons Eastend huschen“ würden. Das ganze habe „Schwung und Spannung“ und um die übliche Fabel spinne sich ein „besonders dramatisches Gewirr“, wobei die „Lösung“ dann wieder „wie üblich“ sei. Steinhoff wisse, dass Schwarz sich von Grau schroffer abhebe als von Weiß. Der Film habe „etwas Abruptes“, was dem Stoff zugutekomme. Steinhoff gebe dem Filmanfang und dem Filmschluss mit dieser Abruptheit „neue dramaturgische Chancen“.
Hans Wallenberg (Ha.Wa.) von der Vossischen Zeitung stellte auf den Beginn des Films ab, an dem eine furiose Szene stehe und erläuterte weiter: „Handlung ohne sentimentale, seelchendeutende Beigaben! Antipoden des gesellschaftlichen Geistes stehen sich gegenüber, bereit, den Kampf gegeneinander aufzunehmen. Wer wird am Ende Sieger sein? Corinn, der getötete Millionär, oder Rice, der Ausgepumpte, der Abgestoßene? Ein wilder körperlicher Kampf zweier, die zu weit sind, um sich mit dem Hirn zu wehren, ist im Bild schlaglichterhaft, grau und unheimlich festgehalten, zu einer lautlosen Szene und atemlosen Handlung vom Regisseur Hans Steinhoff gestaltet.“ Wallenberg merkte an, dass die „Motivierung für den Verbrecher Beck“ romantischer Natur sei, worin „ein Abgleiten des Films in falsche Bezirke“ liege, woraus wiederum eine „wunderbare Schilderung menschlicher Zustände, eine manchmal hintertreppig-kriminalistische Groschenromanstory, in der göttlicher Zufall eine traurig-große Rolle“ spiele, hervorgehe, woraus dann jedoch „eine müde, abgeklapperte Liebesgeschichte“ entstehe. Dennoch enttäusche der Film nicht: weil immer noch genug echte Farben zusammengetragen würden, um Gestalten erkennen zu lassen. Das Ende des Films sei „unhappy“ und entlasse „mit der ganzen maßlosen Spannung, die die Chinatown-Geschichte vom Verbrecher Beck ausgelöst“ habe. Eine „untilgbare Angst“ bleibe „an Stelle billiger Lösung“. Der Verbrecher Beck werde von Clifford McLaglen „blutig, roh, hemmungslos“ gespielt. „Fast ein Mörder von Gottes Gnaden, so überragend in seiner Versoffenheit, in seiner Gemeinheit, so unterlegen, wenn ihn eine irrsinnige Begierde“ ankomme. Wallenberg war der Ansicht, dass Mabel Poulton, Margit Manstad und Jack Trevor dagegen „verblassen“ würden, weil sie „frisiert und geschniegelt Elend [nur] markieren“ würden.
Stummfilmkonzerte sprach von einer „echte[n] Wiederentdeckung“ und bescheinigte dem Film, dass er eine „atemlos inszenierte deutsch-englische Koproduktion, ein schnell gedrehter Genrefilm sei. Daß diese Routinearbeit mit starken Szenen in Erinnerung bleib[e], lieg[e] am Können von Hans Steinhoff […].“